# Pierluigi Porazzi
Pierluigi Porazzi (Cameri, 1966) è uno scrittore italiano.

## Biografia
Laureato in giurisprudenza ha conseguito il titolo di avvocato e lavora presso la Regione Friuli Venezia Giulia. È iscritto all'albo dei giornalisti pubblicisti dal 2003.
Suoi racconti sono apparsi su riviste letterarie, in diverse antologie (tra cui Più veloce della luce, Pendragon, 2017 e Notti oscure, La Corte editore, 2017) e nella raccolta La sindrome dello scorpione. Fa parte del progetto culturale SugarPulp, ideato da Matteo Strukul e Matteo Righetto, e ha fondato SugarPulp Udine.
È tra i fondatori dell'Associazione Culturale Cult'Udine.
Ha pubblicato per Marsilio Editori i romanzi L'ombra del falco (2010), Nemmeno il tempo di sognare (2013), in seguito usciti anche, rispettivamente, nelle collane Noir Italia (Il Sole 24 Ore, 2013) e Il giallo italiano (Il Corriere della Sera, 2014) e Azrael (2015), premiato come miglior romanzo dell'anno nell'ambito dei Corpi Freddi Awards e presentato alla manifestazione letteraria nazionale Pordenonelegge.
Nel 2017, per la collana gLam di Pendragon è uscito il romanzo Una vita per una vita scritto con il giornalista Massimo Campazzo.
Uscito eccezionalmente in anteprima al Salone del Libro di Torino, a maggio 2018 ha pubblicato La ragazza che chiedeva vendetta per La Corte Editore.
Sempre per La Corte Editore pubblica nel 2019 I l Lato Nascosto Archiviato il 6 agosto 2020 in Internet Archive. e nel 2021 Mente Oscura.